# Венская декларация и Программа действий
Венская декларация и Программа действий — документы, принятые в результате проведения Всемирной конференции по правам человека в Вене, 25 июня 1993 года. Это была первая конференция по правам человека, проведенная Организацией Объединённых Наций в Вене, Австрия с 14 по 25 июня 1993 года.
Главным итогом конференции стало именно создание Венской декларации и Программы действий, созданные «учитывая, что поощрение и защита прав человека являются вопросом первостепенного значения для международного сообщества и что Конференция предоставляет уникальную возможность для проведения всестороннего анализа международной системы прав человека и механизма защиты прав человека с целью укрепления и, таким образом, поощрения более полного соблюдения этих прав справедливым и сбалансированным образом».